# 道歉 (一体共和歌曲)
《道歉》是共和世代主唱瑞恩·泰德为一体共和的首张专辑《勇敢夢》创作的首张单曲。歌曲作为该专辑的先行单曲发行。豪华版专辑《梦不落》与提姆巴蘭专辑《Shock Value》中另外收录了歌曲的一首混音版本。 
这首歌曾是北美主流四十強單曲榜上有史以来广播播放量最大的热门歌曲，一星期内播放量达10,394次，该纪录后来被里歐娜·路易斯的《Bleeding Love》打破，而这首歌也是由瑞恩·泰德共同创作的。这首歌在国际上大受欢迎，在16个国家/地区排名第一，包括澳大利亚，奥地利，加拿大，德国，意大利，新西兰，瑞典，土耳其和荷兰等，并在《告示牌》百大流行单曲榜蝉联榜首8周。 这首歌在《告示牌》百强单曲榜上最高排名第二，连续25周在榜前十，并在加拿大蝉联榜首13周。
《道歉》获得了第51屆葛萊美獎二人组/团体声乐最佳流行奖提名，并名列《告示牌》有史以来百强单曲榜的前50年中排名第50。它连续25周在榜前十，是自山塔那合唱團《Smooth》于1999年在榜30周以来在榜时间最长的歌曲。 该曲在《告示牌》年代百强单曲榜中排名第10。直至2013年《數星星》发行之前，该曲是一体共和在美国销量最高的单曲。 

## 提姆巴兰版本
提姆巴蘭为他的第二张录音室专辑 《Shock Value》（2007）对该曲进行了混音。 该版本也是由格雷格·威尔斯（Greg Wells）制作的，除了混音和其他各种细微变化外，还额外增加了打击乐，新的背景人声，添加了声音采样。第二节主歌之后的吉他独奏被略去，使其转换为更加R＆B的风格，以符合《Shock Value》 。 当混音歌曲首次亮相时，借以提姆巴兰的名气，广播电台称这首歌的歌手为“提姆巴兰”或“提姆巴兰，及一体共和”（英語："Timbaland with OneRepublic"）。随着歌曲的流行，这种说法改为“ Timbaland Presents OneRepublic”。 

### 音乐视频
官方音乐视频采用混音版音频，于2007年9月19日拍摄，并于10月初发布。 该视频于2007年10月27日在VH1的“Top 20 Countdown”中首播。 该视频由罗伯特·海尔斯（Robert Hales）导演，并在一家录音棚中拍摄，视频展示了一体共和演唱该曲。该视频还包括由演员布莱恩·A·波拉克（Brian A. Pollack）主演的跨年倒数派对的场景。 在录像带的第三版中，同样由罗伯特·海尔斯执导并与混音相关联，提姆巴兰饰演自己亲自混音。 欧洲版音乐视频收录了蒂尔·施魏格尔主演电影《沒有耳朵的兔子》的片段。音乐视频的日语版也短期提供，它具有与原始版本相同的片段，但具有从不同角度拍摄的更多场景，还有人下落和漂浮的慢动作镜头的特点。 音乐视频当前观看量为294.31百万次。

### 曲目列表
CD单曲＃1 (UK and Europe)
1. 道歉 (提姆巴兰混音) – 3:04
2. Give It To Me (Laugh At 'Em) (混音电台剪辑) (与賈斯汀·提姆布萊克和杰斯合唱) – 3:16

CD单曲＃2 (UK and Europe)
1. 道歉 (提姆巴兰混音) – 3:04
2. 道歉 – 3:27
3. The Way I Are (一体共和混音) (与凯莉·希尔森合唱) – 4:03
4. 道歉 (音乐视频) – 3:10

澳大利亚CD单曲
1. 道歉 (提姆巴兰混音) – 3:04
2. 道歉 – 3:27

## 榜单表现
《道歉》快速成為大熱曲目。 在美国，《道歉》在四个非连续周内于《告示牌》百强单曲榜排名第二，其中先是由克里斯·布朗《Kiss Kiss》打断两周，之后又由艾莉西亚·凯斯《无人能比》打断两周。该曲在排名第三达11周，在榜前十达25周，并于《告示牌》百强电台歌曲榜最高排名第三达10周。该曲也登顶《告示牌》百大流行单曲榜，并成为专辑《Shock Value》中的第三支冠单。它也成为该专辑第一首登顶《告示牌》成人四十強單曲榜的单曲。它还是《Shock Value》蝉联美国《告示牌》主流四十強單曲榜榜首的第二支单曲。 2011年5月，它成为美国销量超过500万的第十首歌。  截至2014年2月，该曲已售出5,819,000张。2009年末，这首歌在《告示牌》年代百强单曲排行榜上排名第十，使其成为未曾于百强单曲周榜夺冠的歌曲中，排名最高并且唯一一首排名前十的歌曲。 
在英国，《道歉》仅靠数字下载一项就攀升至第32，并最高达到第三。这首歌连续28周排名前40，连续13周排名前十。这首歌成为当年英国第16大畅销单曲，为2007年画上了句号。 在澳大利亚，该曲一经发布便在澳大利亚唱片业协会榜上排名第十，最高排名第一。它蝉联榜首八周，并获得了澳大利亚唱片业协会四白金认证。该曲在加拿大百强单曲榜和新西兰唱片音乐协会排行榜上均位居榜首 。它是澳大利亚和新西兰有史以来下载次数最多的单曲。在《告示牌》欧洲百强单曲榜，该曲一经亮相便排名第16，这是该榜历史上单曲发布时的最高排名。该曲后来跻身前十。这首歌在俄罗斯获得黄金认证，销量达100,000。 
在德国，这首歌下载量为43.7万次，是有史以来第三大畅销的下载单曲，仅次于Lady Gaga的《无动于衷》和萊娜·邁爾-蘭德魯特的《衛星》。 

## 制作人员
- 瑞恩·泰德–主唱，背景人声，钢琴
- 扎克·菲尔金斯（Zach Filkins）–主音吉他，中提琴，伴唱
- 德鲁·布朗（Drew Brown）–键盘，节奏吉他，鐘琴
- 埃迪·费舍尔（Eddie Fisher）–鼓，打击乐器
- 布伦特·库兹勒（Brent Kutzle）–大提琴，低音

## 翻唱作品
- 盧克·布萊恩在专辑《Doin' My Thing》中翻唱了《道歉》。[17]
- 克里斯·艾倫在《美國偶像》第八季中翻唱了《道歉》。
- 荷兰交响金属乐队诱惑本质将这首歌作为他们15周年纪念节目《Elements》的每周广播电视节目的一部分进行翻唱。 该曲还出现在他们的翻唱专辑《The Q-Music Sessions》中。
- 瑞典另类金属乐队All Ends在他们的专辑《All Ends》中翻唱了这首歌。
- 加拿大后硬核乐队Silverstein在《Punk Goes Pop 2》合辑中翻唱了这首歌。
- Soomo Publishing于2010年制作了TJ和Revo的翻唱版本，题为《Too Late to Apologize: A Declaration》，该曲曲调与歌词采用了美国革命的风格进行改编。
- 演员、歌手威拉姆（Willam)在2013年发布了滑稽模仿翻唱曲，名为《RuPaulogize》，当中谈到了她在鲁保罗的变装皇后秀第四赛季中自己的经历与失格。赛季冠军Sharon Needles扮演鲁保罗。
- 乡村女歌手凯茜·马斯格雷夫斯和皮克西·洛特也翻唱过《道歉》。

## 排行榜
| 排行榜（2007－2008）                    | 峰值 排名 |
| --------------------------------------- | --------- |
| 澳大利亚（澳大利亚唱片业协会單曲榜）    | 1         |
| 奥地利（Ö3四十强单曲榜）                | 1         |
| 比利时佛兰德（Ultratop五十强单曲榜）    | 2         |
| 比利时瓦隆（Ultratop五十强单曲榜）      | 2         |
| 加拿大（Canadian Hot 100）              | 1         |
| 加拿大（《告示牌》Canada AC）           | 2         |
| 加拿大（《告示牌》Canada CHR）          | 1         |
| 加拿大（《告示牌》Canada Hot AC）       | 1         |
| 捷克（電台百強單曲榜）                  | 2         |
| 丹麥（Hitlisten单曲榜）                 | 2         |
| 歐洲（European Hot 100）                | 1         |
| 芬兰（芬蘭官方單曲榜）                  | 4         |
| 法国（法國唱片出版業公會單曲榜）        | 7         |
| 德国（德國官方單曲榜）                  | 1         |
| 德国（电台播放排行榜）                  | 1         |
| 匈牙利（四十强电台榜）                  | 1         |
| 匈牙利（四十強舞曲榜）                  | 29        |
| 愛爾蘭（愛爾蘭唱片音樂協會单曲榜）      | 2         |
| 意大利（意大利音乐产业联盟单曲榜）      | 1         |
| 荷兰（荷蘭四十強單曲榜）                | 1         |
| 荷兰（百强单曲榜）                      | 2         |
| 新西兰（新西兰唱片音乐协会单曲榜）      | 1         |
| 挪威（世道單曲榜）                      | 2         |
| 波兰（电台播放排行榜）                  | 1         |
| 葡萄牙（《告示牌》葡萄牙数字单曲榜）    | 1         |
| 俄罗斯（Tophit電台榜）                  | 2         |
| 斯洛伐克（電台百強單曲榜）              | 1         |
| 瑞典（瑞典最熱榜）                      | 1         |
| 瑞士（瑞士热门音乐榜）                  | 1         |
| 英國（官方榜单公司單曲榜）              | 3         |
| 美国（《告示牌》百大單曲榜）            | 2         |
| 美國（《告示牌》成人當代單曲榜）        | 4         |
| 美國（《告示牌》Adult Pop Airplay）     | 1         |
| 美國（《告示牌》Dance Club Songs）      | 35        |
| 美國（《告示牌》Hot R&B/Hip-Hop Songs） | 60        |
| 美國（《告示牌》Pop Airplay）           | 1         |
| 美國（《告示牌》Rhythmic Songs）        | 5         |

| 排行榜                                           | 排名 |
| ------------------------------------------------ | ---- |
| 美国（《告示牌》主流四十强单曲榜）（1992－2017） | 4    |
| 美国（《告示牌》百强单曲榜）（1958－2018）       | 64   |

| 排行榜（2007）                       | 排名 |
| ------------------------------------ | ---- |
| 澳大利亚（澳大利亚唱片业协会单曲榜） | 6    |
| 奥地利（Ö3 75强单曲榜）              | 32   |
| 獨立國協 （Tophit）                  | 149  |
| 德国（官方德国榜单）                 | 32   |
| 爱尔兰（爱尔兰唱片音乐协会）         | 9    |
| 荷兰（荷兰40强单曲榜）               | 80   |
| 瑞典（瑞典最熱榜）                   | 12   |
| 瑞士（瑞士热门音乐榜）               | 12   |
| 英国（官方榜单公司单曲榜）           | 16   |
| 美国（《告示牌》百强单曲榜）         | 66   |

| 排行榜（2008）                       | 排名 |
| ------------------------------------ | ---- |
| 澳大利亚（澳大利亚唱片业协会单曲榜） | 32   |
| 奥地利（Ö3 75强单曲榜）              | 2    |
| 比利时佛兰德（Ultratop五十强单曲榜） | 12   |
| 比利时瓦隆（Ultratop四十强单曲榜）   | 5    |
| 加拿大（《告示牌》百强单曲榜）       | 1    |
| 獨立國協 （Tophit）                  | 10   |
| 欧洲（《告示牌》欧洲百强单曲榜）     | 1    |
| 法国（法国唱片出版业公会单曲榜）     | 46   |
| 德国（官方德国榜单）                 | 1    |
| 匈牙利（四十强电台榜）               | 5    |
| 意大利（意大利音乐产业联盟）         | 8    |
| 荷兰（荷兰40强单曲榜）               | 21   |
| 荷兰（百强单曲榜）                   | 41   |
| 西班牙（西班牙音乐制作协会）         | 36   |
| 瑞典（瑞典最熱榜）                   | 29   |
| 瑞士（瑞士热门音乐榜）               | 1    |
| 英国（官方榜单公司单曲榜）           | 54   |
| 美国（《告示牌》百强单曲榜）         | 5    |
| 美国（《告示牌》当代成人单曲榜）     | 3    |
| 美国（《告示牌》成人四十强单曲榜）   | 9    |
| 美国（《告示牌》主流四十强单曲榜）   | 4    |
| 美国（《告示牌》节奏单曲榜）         | 24   |

| 排行榜（2000－2009）                 | 排名 |
| ------------------------------------ | ---- |
| 澳大利亚（澳大利亚唱片业协会单曲榜） | 25   |
| 奥地利（Ö3 75强单曲榜）              | 30   |
| 德国（官方德国榜单）                 | 4    |
| 英国（官方榜单公司单曲榜）           | 90   |
| 美国（《告示牌》百强单曲榜）         | 10   |
| 美国（《告示牌》主流四十强单曲榜）   | 1    |

## 认证与销量
| 地區                                                       | 认证     | 认证单位/销量 |
| ---------------------------------------------------------- | -------- | ------------- |
| 澳大利亚（澳大利亚唱片业协会）                             | 11× 白金 | 770,000‡      |
| 奥地利（國際唱片業協會奧地利分會）                         | 白金     | 30,000*       |
| 比利时（比利時唱片音樂協會）                               | 金       |               |
| 巴西（巴西唱片業協會）                                     | 3× 白金  | 180,000‡      |
| 加拿大（加拿大音乐协会）                                   | 5× 白金  | 400,000‡      |
| 丹麦（國際唱片業協會丹麥分會）                             | 2× 白金  | 30,000^       |
| 德国（聯邦音樂產業協會）                                   | 9× 金    | 1,350,000‡    |
| 意大利                                                     | —        | 100,000       |
| 意大利（意大利音乐产业联盟） 自2010年                      | 2× 白金  | 200,000‡      |
| 新西兰（新西兰唱片音乐协会）                               | 白金     | 15,000*       |
| 西班牙（西班牙音樂製作協會）                               | 白金     | 60,000‡       |
| 瑞典（瑞典唱片業協會）                                     | 2× 白金  | 40,000^       |
| 瑞士（國際唱片業協會瑞士分会）                             | 3× 白金  | 90,000^       |
| 英国（英国唱片业协会）                                     | 2× 白金  | 1,200,000‡    |
| 美国（美國唱片業協會）                                     | 4× 白金  | 5,819,000     |
| 美国（美國唱片業協會） 主音                                | 白金     | 1,000,000*    |
| 總計                                                       |          |               |
| 全球                                                       | —        | 20,000,000    |
| *僅含認證的實際銷量 ^僅含認證的出貨量 ‡僅含認證的+實際銷量 |          |               |

## 发行历史
| 地区     | 日期           |
| -------- | -------------- |
| 美国     | 2007年9月17日  |
| 荷兰     | 2007年10月20日 |
| 英国     | 2007年10月29日 |
| 欧洲     | 2007年11月9日  |
| 澳大利亚 | 2007年11月19日 |